# Баоцзи
Баоцзи́ (кит. упр. 宝鸡, пиньинь Bǎojī) — городской округ в провинции Шэньси КНР.

## История
Эти земли были заселены с древнейших времён. Предки дома Чжоу переселились сюда в XI веке до н. э. под предподительством Гугун-даньфу, основав свою новую столицу у подножия горы Цишань.
В 771 году до н. э. жуны подняли восстание, и в результате их похода чжоуская столица Хао пала. Пин-ван перенёс столицу на восток и пообещал циньскому Сян-гуну, что тот получит все земли Чжоу, которые сможет отвоевать у жунов. Вдохновлённый этим, тот развернул систематическую кампанию против жунов, и основал царство Цинь, столица которого, получившая название «Чэньцан», была основана в 762 году до н. э. на территории современного уезда Мэйсянь в месте слияния рек Цяньхэ и Вэйхэ. В 714 году до н. э. циньский Сянь-гун, готовясь к военному походу, перенёс столицу из Чэньцана в Пинъян (на территории современного района Чэньцан). В 677 году до н. э. циньский Дэ-гун перенёс столицу в Юн (на территории современного уезда Фэнсян).
В эпоху Троецарствия эти места оказались в составе царства Вэй, и здесь был создан округ Фуфэн (扶风郡). При империи Северная Вэй был создан округ Пинцинь (平秦郡). При империи Западная Вэй округ Пинцинь был переименован в Циян (岐阳郡). При империи Суй была создана область Цичжоу (岐州), но затем она была упразднена, и вместо неё опять образован округ Фуфэн. После основания империи Тан вновь была создана область Цичжоу, затем она опять была переименована в округ Фуфэн, а в 756 году округ Фуфэн был переименован в округ Фэнсян (凤翔郡), который вскоре был поднят в статусе до Фэнсянской управы (凤翔府). После монгольского завоевания в подчинении Фэнсянской управы не осталось других административных единиц.
После Синьхайской революции была проведена реформа структуры административного деления, и области с управами с 1913 года были упразднены.
Во время гражданской войны эти места были заняты войсками коммунистов в июле 1949 года, и властями коммунистов урбанизированная часть уезда Баоцзи была выделена в город Баоцзи. В 1950 году был создан Специальный район Баоцзи (宝鸡专区). В 1956 году он был расформирован, а входившие в его состав административные единицы перешли в прямое подчинение властям провинции Шэньси. В 1961 году Специальный район Баоцзи был создан вновь. В 1969 году Специальный район Баоцзи был переименован в Округ Баоцзи (宝鸡地区). В 1971 году округ Баоцзи был опять расформирован, но в 1979 году был создан опять. В 1980 году были расформированы округ Баоцзи и город Баоцзи, и создан Городской округ Баоцзи.

## Административно-территориальное деление
Городской округ Баоцзи делится на 3 района, 9 уездов:
| Карта                                                                                    | Статус   | Название | Иероглифы      | Пиньинь | Площадькм² | Население (2009) |
| ---------------------------------------------------------------------------------------- | -------- | -------- | -------------- | ------- | ---------- | ---------------- |
| Вэйбинь Цзиньтай Чэньцан Фэнсян Цишань Фуфэн Мэйсянь Лунсянь Цяньян Линью Фэнсянь Тайбай |          |          |                |         |            |                  |
| Район                                                                                    | Вэйбинь  | 渭滨区   | Wèibīn qū      | 728     | 430 000    |                  |
| Район                                                                                    | Цзиньтай | 金台区   | Jīntái qū      | 332     | 380 000    |                  |
| Район                                                                                    | Чэньцан  | 陈仓区   | Chéncāng qū    | 2517    | 600 000    |                  |
| Уезд                                                                                     | Фэнсян   | 凤翔县   | Fèngxiáng xiàn | 1179    | 520 000    |                  |
| Уезд                                                                                     | Цишань   | 岐山县   | Qíshān xiàn    | 855     | 470 000    |                  |
| Уезд                                                                                     | Фуфэн    | 扶风县   | Fúfēng xiàn    | 719     | 440 000    |                  |
| Уезд                                                                                     | Мэйсянь  | 眉县     | Méi xiàn       | 863     | 310 000    |                  |
| Уезд                                                                                     | Лунсянь  | 陇县     | Lǒng xiàn      | 2418    | 260 000    |                  |
| Уезд                                                                                     | Цяньян   | 千阳县   | Qiānyáng xiàn  | 996     | 132 000    |                  |
| Уезд                                                                                     | Линью    | 麟游县   | Línyóu xiàn    | 1606    | 90 000     |                  |
| Уезд                                                                                     | Фэнсянь  | 凤县     | Fèng xiàn      | 3187    | 100 000    |                  |
| Уезд                                                                                     | Тайбай   | 太白县   | Tàibái xiàn    | 2780    | 50 000     |                  |

## Экономика
В округе расположен завод космического оборудования 6-го НПО China Aerospace Science and Technology Corporation.

## Транспорт
Скоростное шоссе «Баопин» (Баоцзи — Пинкан) в районе хребта Циньлин проходит через группу тоннелей Тяньтайшань длиной 32 км (один из тоннелей достигает в длину 15,5 км при максимальной глубине 973 метров).